# انونیم. اواس
انونیم.اواس (به انگلیسی: Anonym.OS) یک دیسک زنده مبتنی بر اوپن‌بی‌اس‌دی نسخه ۳٫۸ است ابزارهایی برای رمزنگاری و ناشناس ماندن دارد. هدف این پروژه این است که امکان مرور و بازدید از وب‌سایت‌های اینترنتی را به صورت ایمن و ناشناس برای کاربران فراهم کند. هرچند که انونیم.اواس مبتنی بر اوپن‌بی‌اس‌دی است، بسته‌های نرم‌افزاری زیادی بر روی آن نصب شده تا برای هدف تعیین شده مناسب شود. این سیستم‌عامل از مدیر پنجره فلوکس‌باکس به صورت پیش‌فرض استفاده می‌کند. این پروژه پس از انتشار چهارمین نسخه آزمایشی متوقف شد.